# Шаблыкинское сельское поселение
Шаблыкинское се́льское поселе́ние — муниципальное образование в Ишимском районе Тюменской области Российской Федерации.
Административный центр — село Шаблыкино.

## История
Статус и границы сельского поселения установлены Законом Тюменской области от 5 ноября 2004 года № 263 «Об установлении границ муниципальных образований Тюменской области и наделении их статусом муниципального района, городского округа и сельского поселения»

## Население
| 2010 | 2011 | 2012 | 2013 | 2014 | 2015 | 2016 |
| ---- | ---- | ---- | ---- | ---- | ---- | ---- |
| 927  | ↘925 | ↘892 | ↘889 | ↘866 | ↘833 | ↘816 |
| 2017 | 2018 | 2019 | 2020 | 2021 |      |      |
| ↘804 | ↘792 | ↘770 | ↘719 | ↗783 |      |      |

## Состав сельского поселения
| № | Населённый пункт | Тип населённого пункта       | Население |
| - | ---------------- | ---------------------------- | --------- |
| 1 | Булановка        | деревня                      | 86        |
| 2 | Голдобино        | деревня                      | 167       |
| 3 | Николаевка       | деревня                      | 2         |
| 4 | Октябревка       | деревня                      | 56        |
| 5 | Разъезд № 40     | село                         | 59        |
| 6 | Сажино           | деревня                      | 113       |
| 7 | Шаблыкино        | село, административный центр | 444       |